# دوقة ماريا آنا يوزفا من بافاريا
دوقة ماريا آنا يوزفا من بافاريا (بالألمانية: Maria Anna von Bayern)‏ (و. 1734 – 1776 م) هي أرستقراطية ألمانية، ولدت في قصر نيمفينبورغ، توفيت في ميونخ، عن عمر يناهز 42 عاماً.

## جوائز
حصلت على جوائز منها:
- Order of the Starry Cross [الإنجليزية]‏.